# Alvin Ailey
Œuvres principales
Revelations
Alvin Ailey, Jr (né le 5 janvier 1931 à Rogers au Texas et mort le 1er décembre 1989 à New York) compte parmi les danseurs et chorégraphes les plus réputés au monde. 

## Biographie
Alvin Ayley est le fils de Lula Elizabeth Ailey et d'Alvin Aley, Sr. qui abandonne sa famille en 1932.
En 1942, la mère d'Alvin Ailey emménage à Los Angeles, et c'est lors d'une représentation scolaire d'un ballet de la compagnie du Ballet russe de Monte-Carlo qu'il tombe amoureux de la danse, notamment grâce à son amie d'enfance Carmen De Lavallade qui le pousse à étudier avec Lester Horton qui devient son mentor. Après la mort de ce dernier, il se forme à la danse moderne par Katherine Dunham, Martha Graham, Doris Humphrey, et José Limón, mais reste insatisfait de ces techniques de danse.

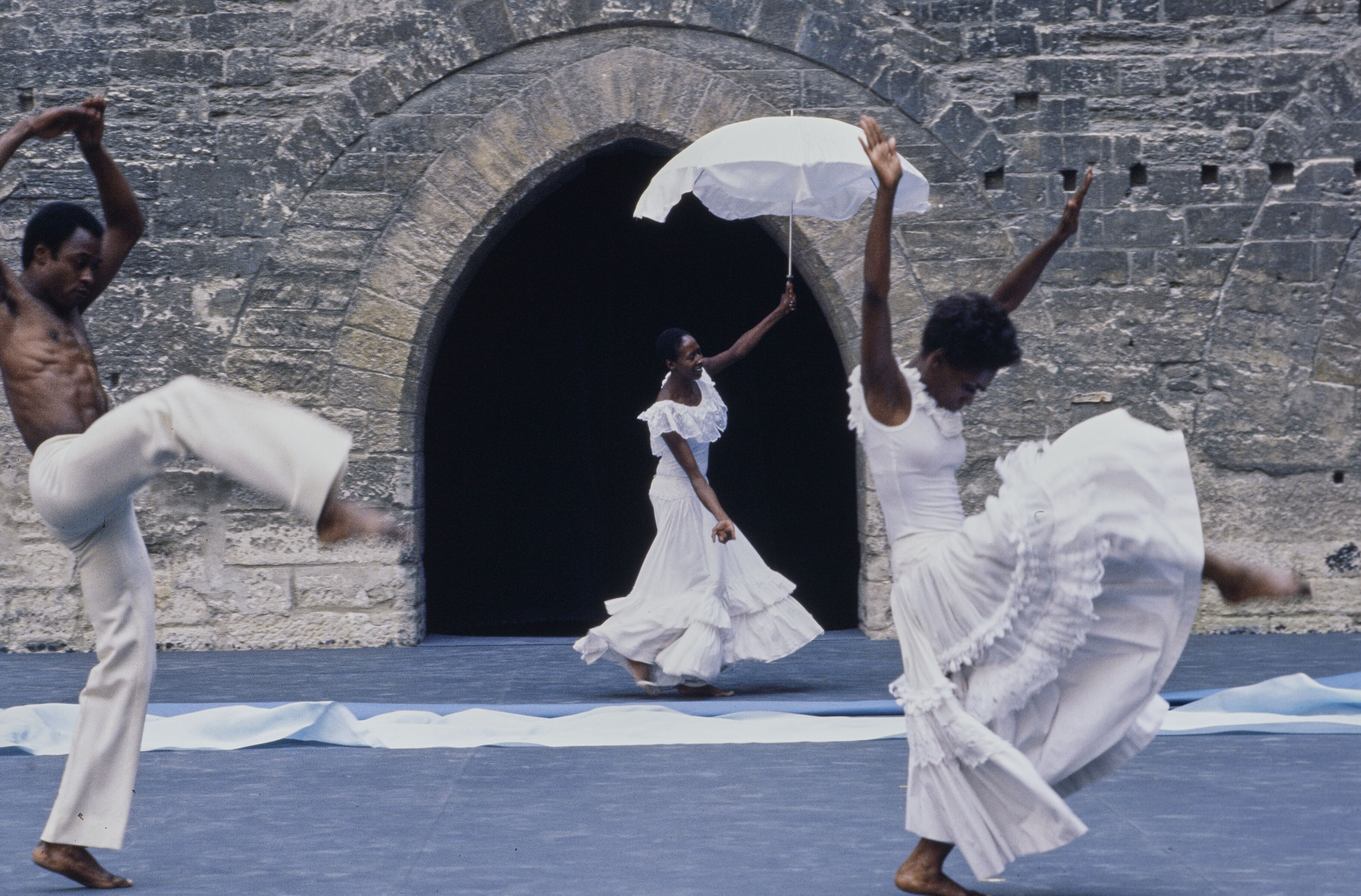
La compagnie Alvin Ailey American Dance Theater à Avignon en 1974.

Alvin Ailey décide alors de fonder sa propre compagnie de danse à New York en 1958 qui donne son premier spectacle le 30 mars 1958 en mettant déjà en avant des techniques extrêmement dynamiques et athlétiques. L'une des pièces marquantes de début de carrière est Blues Suite. Il devient un chorégraphe réputé à travers le monde et très prolifique. Il créa pas moins de 79 ballets tout au long de sa vie avec la Alvin Ailey American Dance Theater, qui devient progressivement l'une des plus importantes compagnies de danse à New York. La compagnie transmet aujourd'hui encore la mémoire d'Alvin Ailey, en présentant des chorégraphies de son répertoire ou des nouveaux projets. Grâce à sa compagnie, Alvin Ailey réussit le pari de populariser la danse moderne et contemporaine par l'intermédiaire des nombreuses tournées nationales ou internationales, financées par le secrétariat d'État américain.
En 1987, il reçoit un American Dance Festival Award pour l'ensemble de sa carrière.
Alvin Ailey meurt du sida en décembre 1989 mais demande, pour préserver sa mère, que la cause officielle soit une « maladie du sang ».